# Kabuaran (Prembun)
Kabuaran is een bestuurslaag in het regentschap Kebumen van de provincie Midden-Java, Indonesië. Kabuaran telt 2443 inwoners (volkstelling 2010).